# Lagosinia strachani
Lagosinia strachani är en insektsart som först beskrevs av Cockerell 1898.  Lagosinia strachani ingår i släktet Lagosinia och familjen skålsköldlöss. Inga underarter finns listade i Catalogue of Life.